# Rio Preto Esporte Clube
Il Rio Preto Esporte Clube, noto anche semplicemente come Rio Preto, è una società calcistica brasiliana con sede nella città di São José do Rio Preto, nello stato di San Paolo.

## Storia
Il 21 aprile 1919, il Rio Preto Esporte Clube è stato fondato.
Nel 1999, il club ha vinto il suo primo titolo, che è stato il Campeonato Paulista Série A3, dopo aver sconfitto l'Oeste in finale.
Nel 2007, il Rio Preto è stato promosso per la prima volta nel Campeonato Paulista Série A1.

## Palmarès

### Competizioni statali
- Campeonato Paulista Série A3: 2

1963, 1999